# Уинона (город, Миннесота)
Уинона (англ. Winona) — город в округе Уинона, штат Миннесота, США. На площади 61 км² (47,2 км² — суша, 13,8 км²— вода), согласно переписи населения 2020 года, проживают 25 948 человек. Плотность населения составляет 573,3 чел./км².
- Телефонный код города — 507
- Почтовый индекс — 55987
- FIPS-код города — 27-71032[1]
- GNIS-идентификатор — 0654269[2]

## География
По данным Бюро переписи населения США, город имеет общую площадь 62.50 км² (24.13 квадратных миль), из них 48.80 км² (18.84 кв. миль) занимает суша и 13.70 км² (5.29 квадратных миль) занимает вода.
Находится в 170 километрах к юго-востоку от столицы штата.

## Климат
В Уиноне, а также в соседних городах, таких как Ла-Кресент, самый тёплый климат в Миннесоте. Круглогодичная средняя температура за период наблюдений 1971—2000 гг. составила 48,9°F (9.39°C). Зима, как правило, очень холодная по сравнению с остальными районами Миннесоты.

## Административное значение
Административно-бюджетное управление назначило Уинону главным городом статистической области. Столица и крупнейший город округа Уинона.

## История
Доказательства, собранные археологами, показывают, что люди жили в долине ещё в 9500 году до н. э., самые ранние следы обитания человека в округе Уинона основываются на обнаруженных здесь признаках Вудлендского периода (около 800 г. до н. э. — 900 н. э.). Город Уинона был основан на деревне Keoxa. Он был домом для мдевакантонов — индейского племени, относящегося к языковой группе восточного Сиу.
Лейтенант Зебулон Пайк покинул Форт Бельфонтен 9 августа 1805 года с приказом найти исток Миссисипи. 14 сентября 1805 года он достиг долины Миссисипи возле острова № 72 (на его карте), чтобы один день пробыть в Уиноне, и записал свои впечатления в свой журнал.
Меньше, чем через пятьдесят лет остров 72 был выбран капитаном Оррином Смитом как место для постройки города на западном берегу реки Миссисипи. 15 октября 1851 Оррин Смит основал Уинону, при поддержке своего корабельного плотника, Эрвина Джонсона и ещё двое мужчин (Смит и Стивенс), испрашивая правовую базу на имение набережной и прилегающих к прериям земли.
Уинона был заселён не коренными американцами в 1851 году и стал быстро расширяться с годами. Население увеличилось с 815 человек в декабре 1855 года до 3000 человек в декабре 1856. В 1856 году в город прибыли немецкие иммигранты. Немцы и янки работали вместе, сажали деревья и создавали предприятия, занимающимися пиломатериалами, пшеницей, пароходами и железными дорогами. Работая вместе, они были настолько успешными, что в течение времени в Уиноне было больше миллионеров, чем в любом другом городе своего размера в Соединенных Штатах. В 1860 город имел население 2456 человек, и был третьим по величине городом Миннесоты до конца 1880-х годов. Зарегистрирован в качестве города в 1857 году.
В 1855 году было отмечено прибытие в Уинону первой кашубской польской семьи, Бронков. Многие кашубы последовали за ними, и таким образом город Уинона стал крупнейшим американским центром кашубской диаспоры. На рубеже 19-го века, по оценке кашубского поэта Иеронима Дердовского, который поселился в Уиноне и редактировал газету Wiarus, из общей численности населения Уиноны около 20 000, 5000 уинонцев были поляками, из них 4000 были кашубами.
Рост Уиноны был основан на железнодорожном и пароходном транспорте, пшенице и лесоматериалах. В 1856 году более 1300 пароходов остановились в Уиноне. В 1860 в Южной Миннесоте город был величайшим регионом по производству пшеницы в стране и главным портом для транспортировки грузов с пшеницей в Миннесоте. К 1870 году Уинона был четвёртым по величине портом перевозки груза пшеницы в Соединенных Штатах.
Знаменитый житель Уиноны Д. Р. Уоткинс изобрел «гарантию возврата денег» в 1868 году, когда он основал Watkins Incorporated. В начале 1900-х годов он переименовал компанию в Медицинскую компанию Д. Р. Уоткинса. Сейчас это одна из старейших компаний в стране. Офисы компании существуют также в Канаде, Китае и (по состоянию на май 2009 года) в Соединенном Королевстве.
В течение десяти лет (1907—1917) в Уиноне жил американский композитор Карл Раглс.
В 1947 году братья Эдстром (Гарольд и Эверетт), вместе с коллегой музыкантом Роджером Басдикером, основали Hal Leonard Corporation, в настоящее время крупнейший музыкальный издатель в мире.
Население города достигло 19 714 человек в 1900 году, но впоследствии численность сокращалась в связи с развалом лесопромышленного комплекса.
Два исторических района Уиноны внесены в Национальный реестр исторических мест США (они объединены в единый локальный исторический район, находящийся в ведении городской комиссии по сохранению наследия).

## Образование

### Школы
- Cotter High School[англ.]
- Система публичных школ[англ.]
- Winona Senior High School[англ.]
- Система католических школ Уиноны: Школа Сент-Мэри (англ. St. Mary's primary school), Школа Святого Станислава (англ. St. Stanislaus Elementary School), Cotter Junior High School)
- Hope Lutheran High School[англ.]

### Колледжи и университеты
- Уаинонский университет[англ.]
- Университет Сент-Мэри Миннесоты[англ.]
- Колледж Святой Терезы[англ.]
- Южно-восточный Миннесотский технический колледж[англ.]

## Факты
Известная актриса Вайнона Райдер, которая жила по соседству с городом в округе Олмстед, была названа в его честь.